# Nepal 1958-1959
|  | Denne artikel er oprettet af botten Steenthbot ud fra en ekstern database. Den kan derfor have sproglige fejl eller mangler. Denne skabelon kan fjernes efter kontrol af indholdet. |

Nepal 1958-1959 er en dansk dokumentarfilm fra 1960 instrueret af Klavs Becker-Larsen.

## Handling
Den danske eventyrer Klavs Becker-Larsen tog i 1958/59 på ekspedition til Himalaya med to formål: At indsamle dyr og fugle til Zoologisk Museum og at undersøge beretningerne om "Den afskyelige snemand".